# USA Cycling Professional Tour 2007
L'USA Cycling Professional Tour 2007 est la première édition de l'USA Cycling Professional Tour. Il rassemblait 15 courses professionnelles américaines. Levi Leipheimer, vainqueur du Tour de Californie et du championnat des États-Unis sur route, a remporté le classement individuel et son équipe, Discovery Channel, le classement par équipes.

## Calendrier et résultats
| Date              | Course                                         | Localisation      | Classe | Vainqueur        | Équipe                  |
| ----------------- | ---------------------------------------------- | ----------------- | ------ | ---------------- | ----------------------- |
| 18-25 février     | Tour de Californie                             | Californie        | 2.HC   | Levi Leipheimer  | Discovery Channel       |
| 7 avril           | U.S. Cycling Open                              | Richmond          | 1.1    | Svein Tuft       | Symmetrics              |
| 16-22 avril       | Tour de Géorgie                                | Géorgie           | 2.HC   | Janez Brajkovič  | Discovery Channel       |
| 3 juin            | Lancaster Classic                              | Lancaster         | 1.1    | Bernhard Eisel   | T-Mobile                |
| 7 juin            | Reading Classic                                | Reading           | 1.1    | Bernhard Eisel   | T-Mobile                |
| 10 juin           | Commerce Bank International Championship       | Philadelphie      | 1.HC   | Juan José Haedo  | Team CSC                |
| 17 juin           | Austin Men's Invitational                      | Austin            | 1.1    | annulé           | annulé                  |
| 23 juin           | Rochester Twilight Criterium                   | Rochester         | 1.2    | Hilton Clarke    | Navigators              |
| 30 juin-7 juillet | Tour de l'Utah                                 | Utah              | 2.2    | annulé           | annulé                  |
| 19 août           | Championnat des États-Unis du critérium        | Downers Grove     | N/A    | Martin Gilbert   | Kelly Benefit           |
| 1er septembre     | Championnat des États-Unis du contre-la-montre | Greenville        | CN     | David Zabriskie  | Team CSC                |
| 2 septembre       | Championnat des États-Unis sur route           | Greenville        | CN     | Levi Leipheimer  | Discovery Channel       |
| 8 septembre       | Univest Grand Prix                             | Souderton         | 1.2    | annulé           | annulé                  |
| 11-16 septembre   | Tour du Missouri                               | Missouri          | 2.1    | George Hincapie  | Discovery Channel       |
| 15 septembre      | Tour de Leelanau                               | Comté de Leelanau | 1.2    | Garrett Peltonen | Priority Health/Bissell |

## Classements finals

### Classement individuel
|     | Coureur               | Pays | Pts |
| 1.  | Levi Leipheimer       |      | 381 |
| 2.  | George Hincapie       |      | 219 |
| 3.  | Bernhard Eisel        |      | 200 |
| 4.  | Juan José Haedo       |      | 198 |
| 5.  | Janez Brajkovič       |      | 136 |
| 6.  | Danny Pate            |      | 120 |
| 7.  | Jens Voigt            |      | 104 |
| 8.  | Sergueï Lagoutine     |      | 103 |
| 9.  | Christian Vande Velde |      | 101 |
| 10. | Alejandro Borrajo     |      | 100 |

### Classement par équipes
|     | Équipe                            | Pays | Pts     |
| 1.  | Discovery Channel                 |      | 1875    |
| 2.  | Team CSC                          |      | 1749    |
| 3.  | Slipstream Chipotle               |      | 1672,6  |
| 4.  | T-Mobile                          |      | 1640    |
| 5.  | Navigators                        |      | 1313    |
| 6.  | Health Net                        |      | 1271    |
| 7.  | Symmetrics                        |      | 1204    |
| 8.  | Kelly Benefit Strategies-Medifast |      | 1137,6  |
| 9.  | Toyota-United Pro Cycling Team    |      | 1105,92 |
| 10. | Saunier Duval-Prodir              |      | 1082    |